# Kacibovité
Kacibovité (Zygophyllaceae) je čeleď vyšších dvouděložných rostlin z řádu kacibotvaré (Zygophyllales). Jsou to byliny i dřeviny vesměs se vstřícnými složenými listy a pravidelnými nebo lehce dvoustranně souměrnými květy. Čeleď je rozšířena po celém světě od tropů po teplé oblasti mírného pásu. Do České republiky je pouze přechodně zavlékán kotvičník zemní. Některé druhy, např. guajak léčivý, mají využití v medicíně.

## Popis
Zástupci čeledi kacibovité jsou keře, polokeře, stromy nebo vytrvalé či jednoleté byliny. Listy jsou až na výjimky vstřícné, sudozpeřené nebo i dlanitě složené, výjimečně redukované na 1 až 2 lístky. Rostliny často silně mléčí a mají charakteristicky ztlustlé nody. Žilnatina je zpeřená nebo dlanitá, lístky celokrajné. Palisty jsou přítomny, občas přeměněny v trny. Květy jsou pravidelné nebo lehce souměrné, oboupohlavné, jednotlivé v úžlabích či vrcholové anebo v koncových vrcholících. Kalich i koruna jsou obvykle složeny z 5 volných plátků. Tyčinek je 10 (nebo 15), někdy s přívěsky, jsou volné nebo srostlé na bázi. Mezi pestíky a kruhem tyčinek je často přítomen nektáriový terč nebo jednotlivé žlázky. Semeník je svrchní, srostlý z 5 (vzácně jen ze 2) plodolistů, uvnitř s 5 komůrkami obsahujícími po 1 nebo několika vajíčkách. Plodem je tobolka (plod) nebo poltivý plod (schizokarp), plody jsou nezřídka křídlaté nebo ostnité. Obsahují 2 až 25 semen. Semena mají endosperm a u některých druhů míšek.

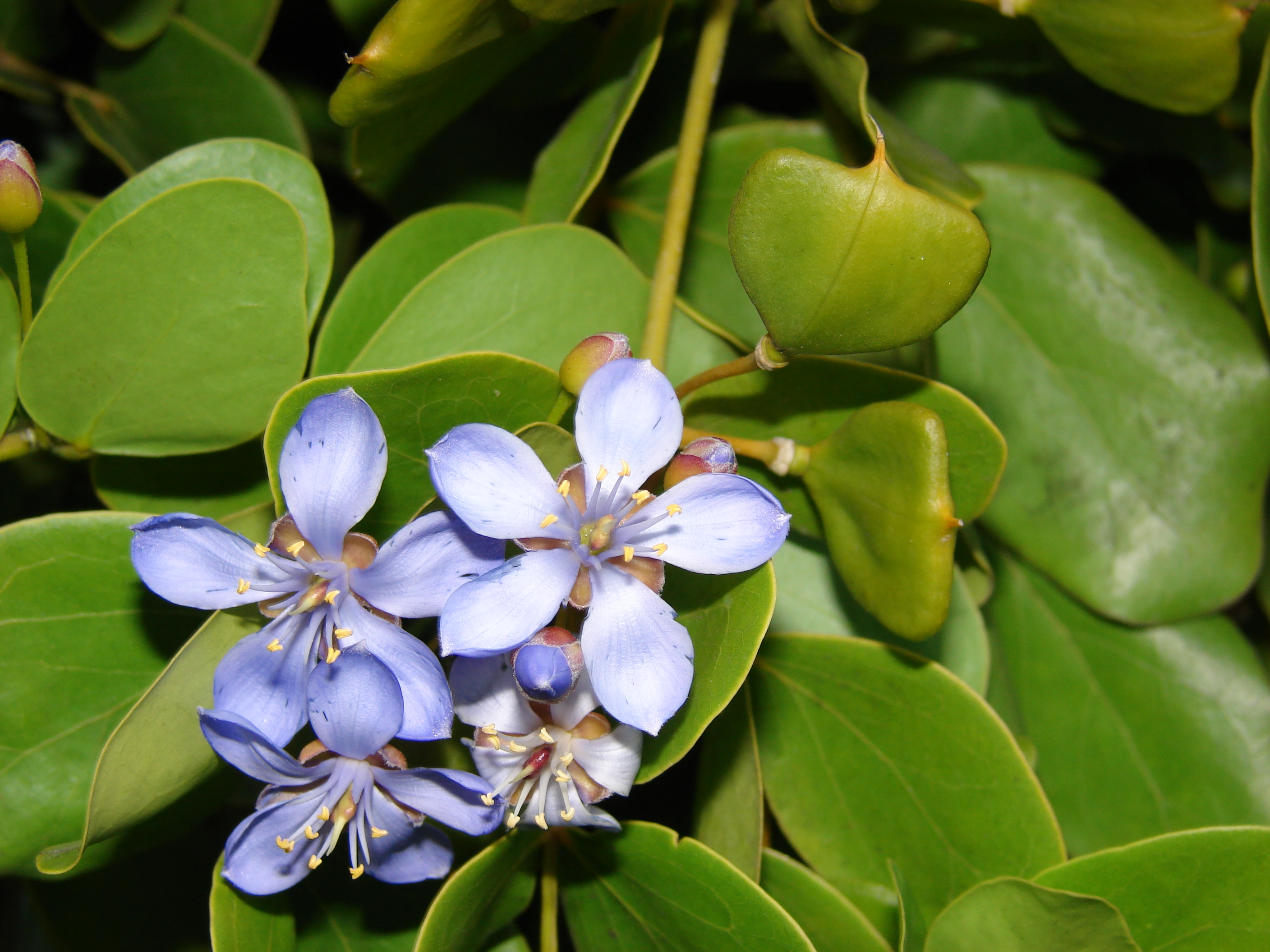
Guajak léčivý (Guaiacum officinale)
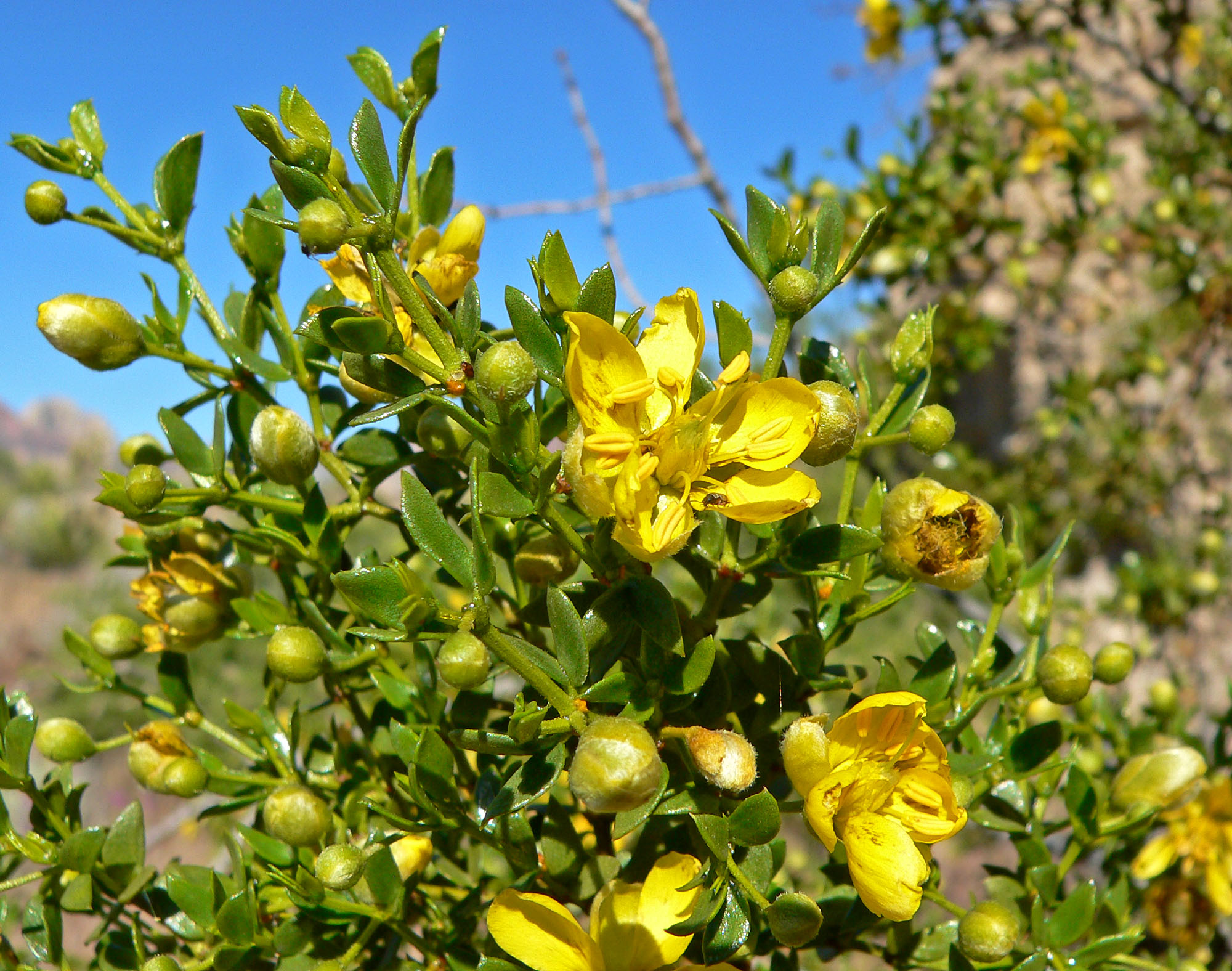
Larea trojzubá (Larrea tridentata)
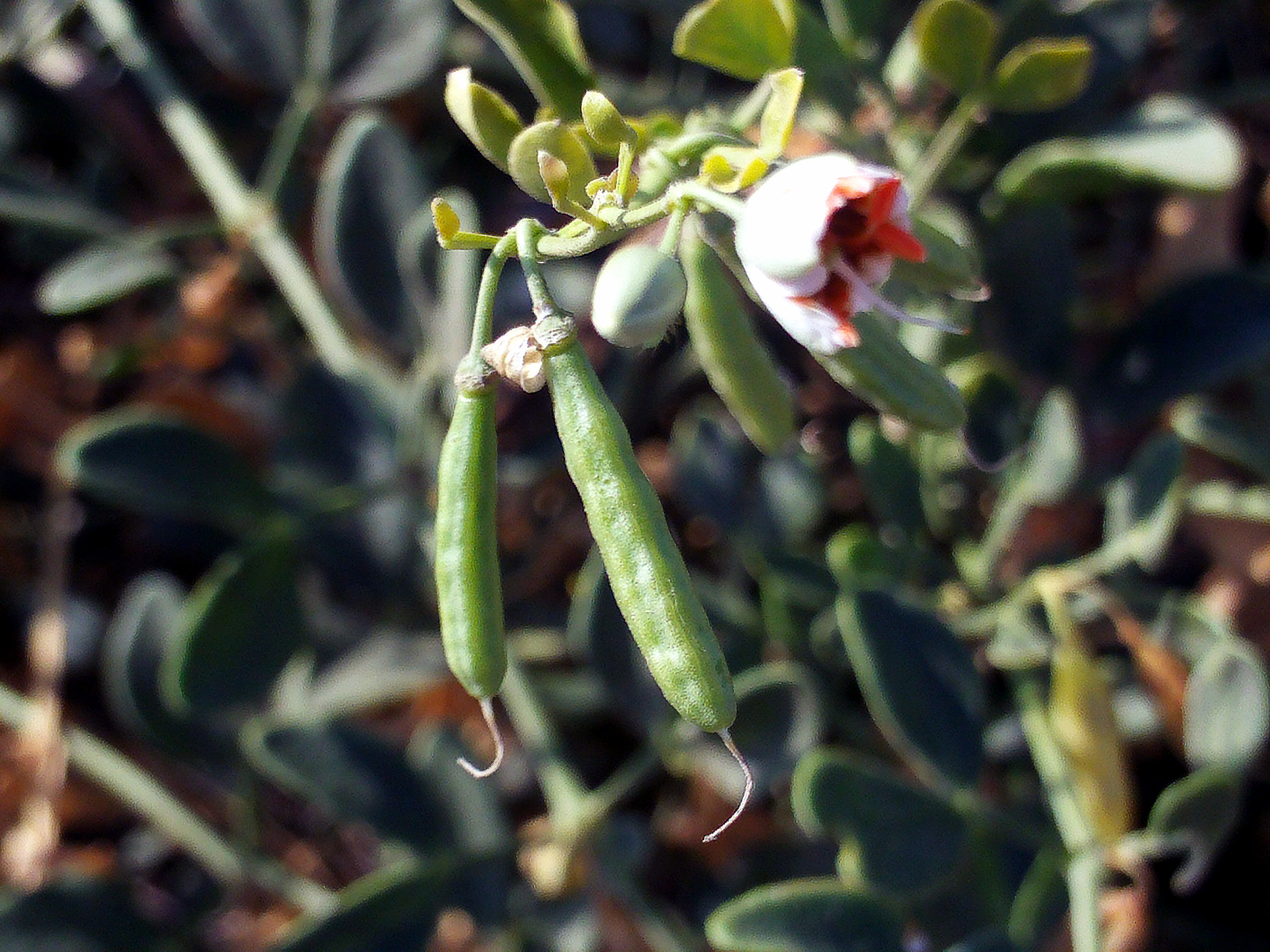
Kaciba bobovitá (Zygophyllum fabago)
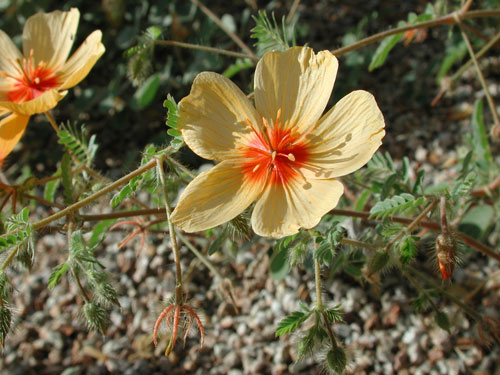
Kallstroemia grandiflora

## Rozšíření
Čeleď obsahuje 24 rodů a asi 235 druhů. Má celosvětové rozšíření v tropech, subtropech i teplých oblastech mírného pásu. Největší rody jsou kaciba (Zygophyllum, asi 80 druhů), podlák (Fagonia, 30 druhů), balanites (Balanites, 25 druhů) a kotvičník (Tribulus, 25 druhů).
Charakteristických stanovištěm jsou suché a polosuché oblasti subtropů a tropů. Mnoho druhů upřednostňuje zasolené půdy.
V České republice žádný druh kacibovitých neroste, přechodně bývá ze Středomoří zavlékán pouze kotvičník zemní. V jižní Evropě dále roste podlák krétský (Fagonia cretica), na Krétě a ve Španělsku kaciba bílá (Zygophyllum album). Další tři druhy kaciby rostou v Rusku, jeden z nich přesahuje i do Rumunska.

## Ekologické interakce
Nápadné květy obsahují hojný nektar a jsou opylovány hmyzem. Způsoby šíření semen jsou různé. Většina druhů má semena s tvrdým osemením, která jsou šířena zvířaty pojídajícími plody. Některé druhy mají křídlaté plody šířené větrem (např. Bulnesia), nebo ostnitá merikarpia přichycující se na peří a srst zvířat (kotvičník). Semena guajaku mají barevný míšek a jsou šířena pravděpodobně zvířaty.
Semena mnohých druhů mají blokované klíčení (dormance).
Zástupci čeledi mají různé obsahové látky – triterpenoidní saponiny, seskviterpeny a charakteristické harminové alkaloidy.

## Taxonomie
Cronquist řadil čeleď kacibovité do řádu mýdelníkotvaré (Sapindales) podtřídy Rosidae.
V systému APG I byla čeleď Zygophyllaceae ponechána nezařazená do řádu v rámci větve dvouděložných rostlin nazývané Rosids. V systému APG II z roku 2003 je tato čeleď také ponechána nezařazená, avšak v rámci větve nazývané Eurosids I a je do ní vřazen i rod Krameria. V aktualizované verzi systému APG II, dostupné na stránkách Angiosperm Phylogeny, je čeleď Zygophyllaceae spolu s nejblíže příbuznou, avšak morfologicky dosti vzdálenou čeledí Krameriaceae součástí řádu kacibotvaré (Zygophyllales) v rámci větve Eurosids I.
Některé rody tradičně řazené do čeledi kacibovité byly s nástupem molekulárních metod přesunuty do čeledi Nitrariaceae (Peganum, Tetradiclis, Nitraria) v řádu mýdelníkotvaré (Sapindales).
Rod Balanites (24 druhů v tropické Africe a Asii) byl v některých systémech řazen do samostatné čeledi Balanitaceae.
Čeleď je v současné době členěna na 5 podčeledí: Morkillioideae, Tribuloideae, Seetzenioideae, Larreoideae a Zygophylloideae.

## Zástupci
- balanites (Balanites)
- guajak (Guaiacum)
- kaciba (Zygophyllum)
- kotvičník (Tribulus)
- larea (Larrea)
- podlák (Fagonia)
- porlierie (Porlieria)[5]

## Význam
Mnoho druhů má lokální využití v lékařství. Pryskyřice Guaiacum officinale a Guaiacum sanctum, známých jako 'palo santo' neboli svaté dřevo, byly využívány pro léčbu syfilis a dalších obtíží, což vedlo spolu s oblibou jejich tvrdého těžkého dřeva v některých oblastech výskytu k ohrožení těchto dřevin.
Saponiny obsažené v Guaiacum angustifolium slouží lokálně v Texasu a severním Mexiku při výrobě mýdla. Pryskyřice rozšířeného mexického keře larey trojzubé (Larrea tridentata) obsahuje antioxidanty, pro které je využívána pro prodloužení trvanlivosti čokoládových cukrovinek.
Kotvičník zemní (Tribulus terrestris) je tradičně užíván v indické ájurvédské medicíně jako afrodiziakum. Kotvičník obsahuje celou paletu účinných látek – sapogeniny, alkaloidy harmin a harman, glykosidy aj., působící na řadu životních funkcí. Některé druhy zejména z rodů larea (Larrea), guajak (Guaiacum) a kotvičník (Tribulus) jsou využívány jako okrasné rostliny.

## Seznam rodů
Balanites, Bulnesia, Guaiacum (včetně Izozogia), Kallstroemia, Kelleronia, Larrea, Melocarpum, Metharme, Miltianthus, Morkillia, Neoluederitzia, Pintoa, Plectrocarpa, Porlieria, Roepera, Seetzenia, Sericodes, Sisyndite, Tribulopis, Tribulus, Viscainoa, Zygophyllum (včetně Augea, Fagonia, Tetraena).